# 康登陨石坑
康登陨石坑（Condon）是月球正面位于成功湾东岸的一座大撞击坑，其名称取自美国核物理学爱德华·康登（1902年-1974年），1976年被国际天文学联合会正式批准认可。

## 描述

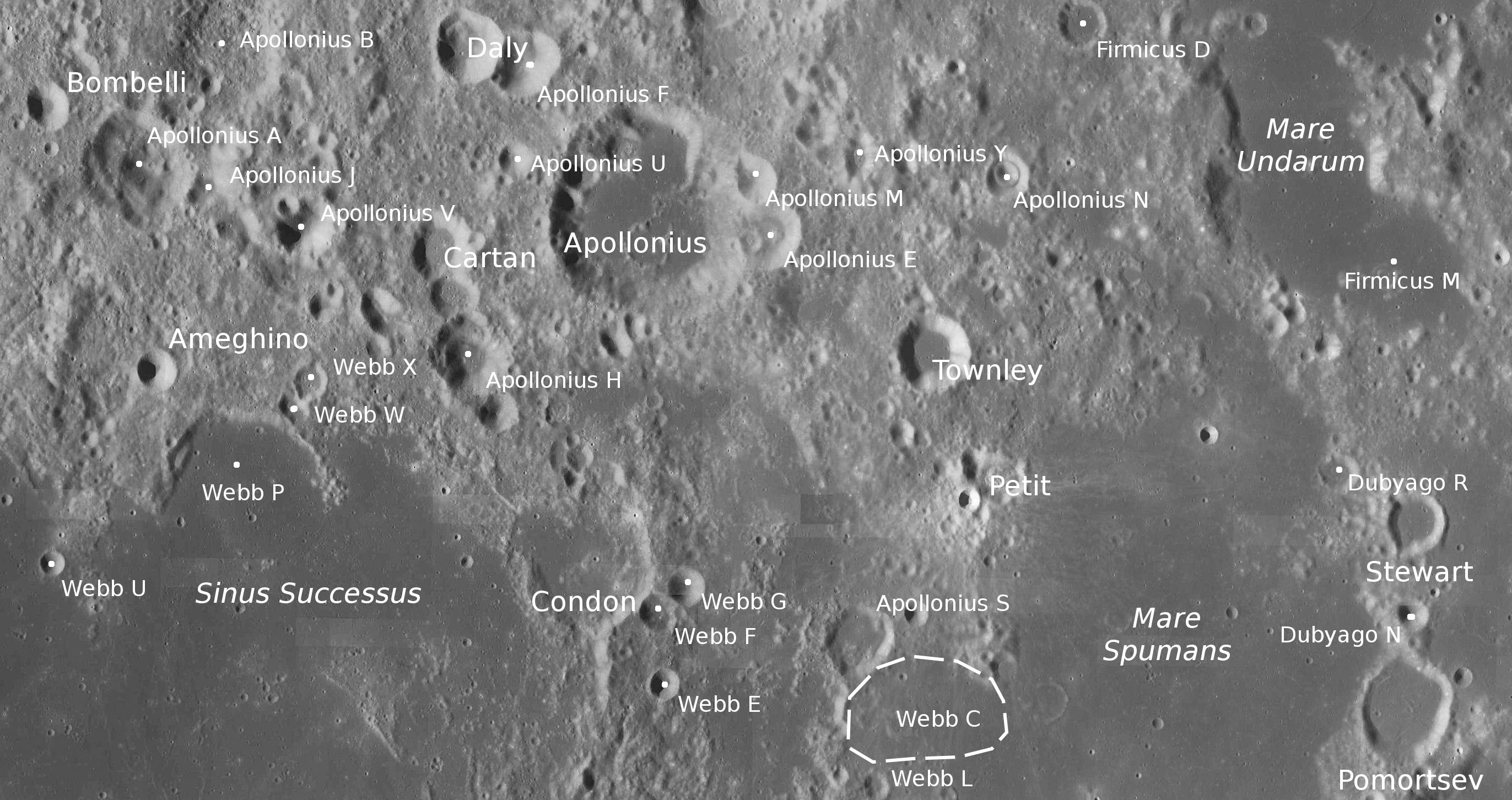
康登陨石坑周边图，月球勘测轨道飞行器拍摄。

该陨坑西北偏西毗邻阿米希诺陨石坑；北面靠近阿波罗尼奥斯陨石坑；汤利陨石坑位于它的东北；它的东侧和南面分别是柏帝陨石坑和韦布陨石坑。康登陨石坑的西面、东北和东侧分别濒临丰富海、浪海和泡沫海，而安德鲁索夫山脊则在绵延它的西南。该陨坑的中心月面坐标为1°52′N 60°22′E / 1.87°N 60.36°E，直径34.85公里，深度约2.103公里。
康登陨石坑是一座已被熔岩掩没的撞击坑残迹，现仅剩有东西二侧残壁；南侧和西北坑壁各有一处宽阔的峪口；而东北侧坑壁上覆盖了一座拥有高反照率和射纹系统的小陨坑。它的坑壁最大高出周边地形970米，内部容积约为869.09公里³。碗状的坑底接近平坦，中心点附近地表隆起，上面坐落着一座细小的陨坑，沿东侧内壁分布有几座低矮的山丘。

在1976年被国际天文学联合会更名前，该陨坑曾被指名为卫星坑韦布 R。

## 另请参阅
- Andersson, L. E.; Whitaker, E. A. . NASA RP-1097. 1982.
- Blue, Jennifer. . USGS. July 25, 2007  [2007-08-05]. （原始内容存档于2012-04-08）.
- Bussey, B.; Spudis, P. . New York: Cambridge University Press. 2004. ISBN 978-0-521-81528-4.
- Cocks, Elijah E.; Cocks, Josiah C. . Tudor Publishers. 1995. ISBN 978-0-936389-27-1.
- McDowell, Jonathan. . Jonathan's Space Report. July 15, 2007  [2007-10-24]. （原始内容存档于2012-05-26）.
- Menzel, D. H.; Minnaert, M.; Levin, B.; Dollfus, A.; Bell, B. . Space Science Reviews. 1971, 12 (2): 136–186. Bibcode:1971SSRv...12..136M. doi:10.1007/BF00171763.
- Moore, Patrick. . Sterling Publishing Co. 2001. ISBN 978-0-304-35469-6.
- Price, Fred W. . Cambridge University Press. 1988. ISBN 978-0-521-33500-3.
- Rükl, Antonín. . Kalmbach Books. 1990. ISBN 978-0-913135-17-4.

- Webb, Rev. T. W.  6th revised. Dover. 1962. ISBN 978-0-486-20917-3.
- Whitaker, Ewen A. . Cambridge University Press. 1999. ISBN 978-0-521-62248-6.
- Wlasuk, Peter T. . Springer. 2000. ISBN 978-1-85233-193-1.